# Авангардна музика
Авангардна музика (англ. Avant-garde music) — мистецтвознавчий термін, що використовується для позначення такої музики, певні елементи естетики якої виявляються настільки радикально інноваційними, що подібна музика, як вважають, в естетичному відношенні починає вже випереджати свій час.
Авангардну музику слід відрізняти від експериментальної музики, оскільки: «…в узагальненому вигляді, авангардну музику можна розглядати як ту, що займає екстремальні позиції в межах традиції, в той час як експериментальна музика лежить за її межами.»